# 西郷憲一郎
西郷 憲一郎（さいごう けんいちろう、1984年12月18日 - ）は日本の作曲家。レベルファイブ所属。愛知県出身。

## 来歴
1990年に桜丘中学校・高等学校卒業（第5期生）。2006年度名古屋音楽大学作曲学科卒業。情報科学芸術大学院大学修了。
大学院修了後、2009年にレベルファイブに入社。
当初は効果音制作を担当していたが、休日に書き溜めた曲をデモテープにして社長に直談判を繰り返したところ、ある日、新プロジェクトのコンペへの参加を呼びかけられ、ゲーム『妖怪ウォッチ』シリーズの音楽（テーマソングを除く）を担当している。続くレベルファイブの新クロスメディア作品『メガトン級ムサシ』の音楽を担当する。

## 参加作品

### 音楽

#### 妖怪ウォッチ
ゲーム
- 妖怪ウォッチ
- 妖怪ウォッチ2 元祖/本家
- 妖怪ウォッチ2 真打
- 妖怪ウォッチバスターズ 赤猫団/白犬隊
- 妖怪ウォッチダンス JUST DANCE スペシャルバージョン
- 妖怪ウォッチ3 スシ/テンプラ
- 妖怪ウォッチ3 スキヤキ
- 妖怪ウォッチバスターズ2 秘宝伝説バンバラヤー ソード/マグナム
- 妖怪ウォッチ4 ぼくらは同じ空を見上げている
- 妖怪ウォッチ4++
- 妖怪学園Y 〜ワイワイ学園生活〜

アニメ
- 妖怪ウォッチ
- 妖怪ウォッチ シャドウサイド
- 妖怪ウォッチ!
- 妖怪学園Y 〜Nとの遭遇〜
- 妖怪ウォッチ♪

映画
- 映画 妖怪ウォッチ 誕生の秘密だニャン!
- 映画 妖怪ウォッチ エンマ大王と5つの物語だニャン!
- 映画 妖怪ウォッチ 空飛ぶクジラとダブル世界の大冒険だニャン!
- 映画 妖怪ウォッチ シャドウサイド 鬼王の復活
- 映画 妖怪ウォッチ FOREVER FRIENDS
- 映画 妖怪学園Y 猫はHEROになれるか
- 映画 妖怪ウォッチ♪ ケータとオレっちの出会い編だニャン♪ワ、ワタクシも〜♪♪
- 妖怪ウォッチ♪ ジバニャンvsコマさん もんげー大決戦だニャン

#### メガトン級ムサシ
- メガトン級ムサシ

### 効果音

#### イナズマイレブン
- イナズマイレブン2 脅威の侵略者 ファイア/ブリザード
- イナズマイレブン3 世界への挑戦!! スパーク/ボンバー/ジ・オーガ

#### レイトン教授
- レイトン教授と魔神の笛
- レイトン教授と奇跡の仮面
- レイトン教授と超文明Aの遺産

#### 二ノ国
- 二ノ国 白き聖灰の女王